# سعيد الكفراوي
سعيد الكفراوي (ولد سنة 1939 - 14 نوفمبر 2020) كاتب قصة قصيرة مصري، ينتمي إلى جيل الستينيات. تقتصر أعماله الأدبية على القصة القصيرة دون غيرها.

## حياته
ولد سعيد الكفراوي في قرية كفر حجازي بالمحلة الكبرى سنة 1939، ونشأ فيها. وبدأ اهتمامه بالأدب مبكرًا، فكوّن في بداية الستينيات ناديًا أدبيًا في قصر ثقافة المحلة الكبرى مع أصدقائه جابر عصفور ومحمد المنسي قنديل وصنع الله إبراهيم ونصر حامد أبو زيد ومحمد صالح وفريد أبو سعدة، قبل أن يعرف الكفراوي طريقه إلى مجلس نجيب محفوظ على مقهى ريش بالقاهرة.
تعرض الكفراوي للاعتقال سنة 1970، قبيل أيام من وفاة الرئيس جمال عبد الناصر، بسبب قصة كتبها، وبعد خروجه من المعتقل حكى ما حدث له لنجيب محفوظ، الذي استوحى منه شخصية إسماعيل الشيخ في روايته «الكرنك».
بدأ الكفراوي كتابة القصة القصيرة من الستينيات، لكن أولى مجموعاته القصصية لم تُنشر إلا في الثمانينيات.
ترجمت أعمال الكفراوي إلى الإنجليزية والفرنسية والألمانية والتركية والسويدية والدانماركية.
ترأس الكفراوي تحرير سلسلة «آفاق عربية» الصادرة عن الهيئة العامة لقصور الثقافة.

## وفاته
توفي يوم السبت 14 نوفمبر 2020 ميلاديّا، الموافق 28 ربيع الأول 1442 هجريّا، بعد صراع طويل مع المرض عن عمر ناهز 81 عامًا.

## مؤلفاته

### مجموعات قصصية
- مدينة الموت الجميل (1985)
- ستر العورة (1989)
- سدرة المنتهى (1990)
- مجرى العيون (1994)
- دوائر من حنين (1997)
- بيت للعابرين (1999)
- البغدادية (2004)
- يا قلب مين يشتريك (2007)
- حكايات عن ناس طيبين (2007)
- كُشك الموسيقى (مختارات) (1997)
- شفق ورجل عجوز وصبي (مختارات) (2008)
- زبيدة والوحش (2015): مختارات قصصية، صدرت عن الدار المصرية اللبنانية، وتضم ستة من مجموعاته القصصية.[5]

### أفلامه
كتب قصة فيلم مطاوع وبهية المُنتج عام 1982.

## الجوائز
- جائزة السلطان قابوس بن سعيد للقصة القصيرة عن مجموعته القصصية «البغدادية».[4]
- جائزة الدولة التقديرية في الآداب (مصر، 2016).[14]

## وصلات خارجية
- سعيد الكفراوي على موقع أرشيف الشارخ.
- سعيد الكفراوي على موقع قاعدة بيانات الأفلام العربية
- مقالات سعيد الكفراوي في جريدة السفير اللبنانية
- مقالات سعيد الكفراوي في جريدة الشروق المصرية
- مقالات سعيد الكفراوي في جريدة الوطن المصرية